# Mauser C96 modèle 1916

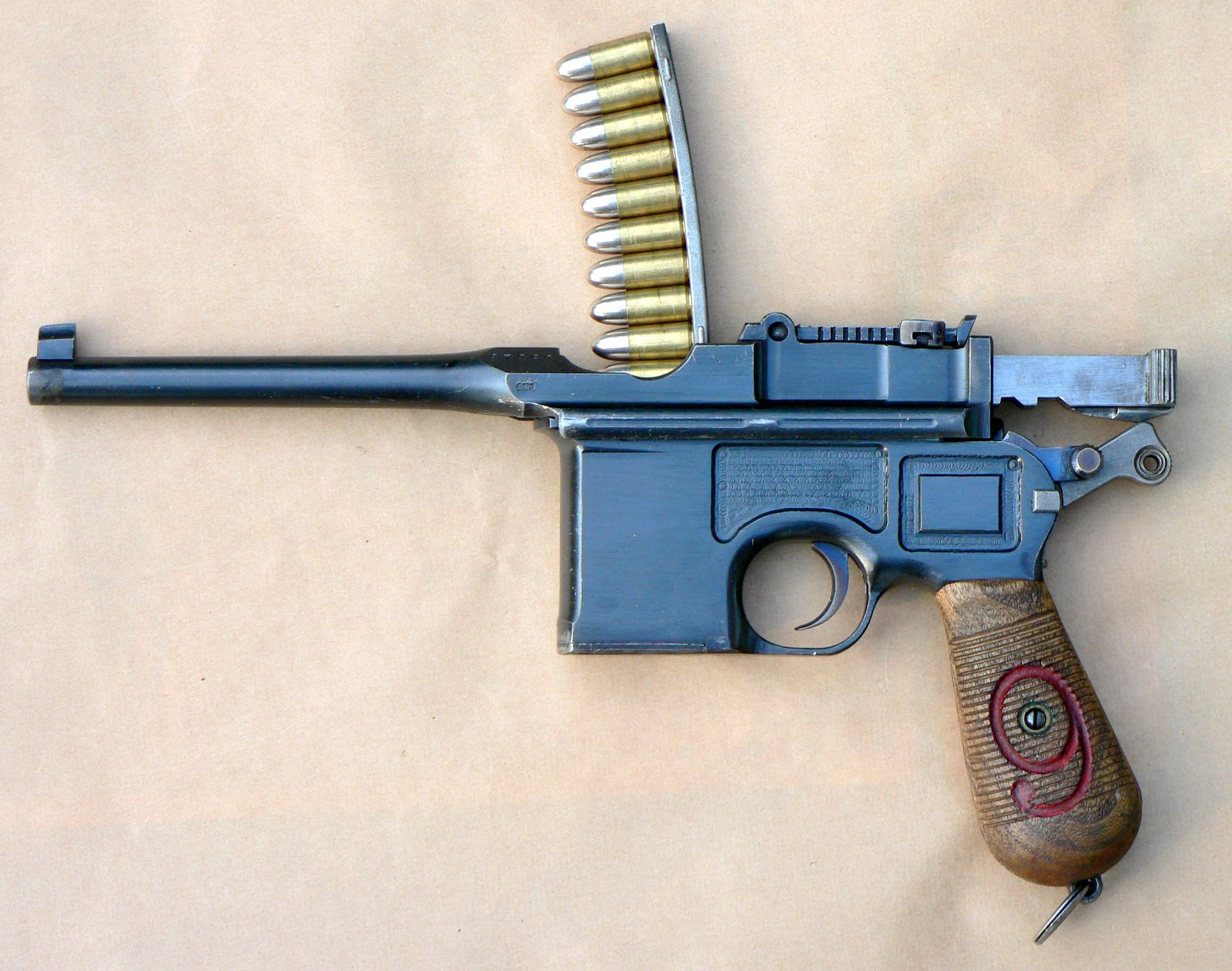
Mauser 1916 et sa lame-chargeur de 10 cartouches de 9 mm parabellum.

Le pistolet Mauser C96 modèle 1916 fut construit à 135000 exemplaires de 1916 à 1918 pour l'Armée allemande au cours de la Première Guerre mondiale. C'est une version chambrée en 9 mm Parabellum du Mauser C96. Elle est identifiable par les deux chiffres 9 peints en rouge sur chaque côté de la poignée. Il existe une version à canon court et hausse fixe du Mauser 1916 dite Mauser 1916/20.

## Fiche technique Mauser 1916 (Mauser 1916/20)
- Munition : 9 mm Parabellum
- Canon : 14 cm (modèle 1916), 10 (modèle 1916/20)
- Capacité du magasin : 10 cartouches
- Longueur (avec crosse) : 30 cm (63 cm), 25 cm (58 cm)
- Masse à vide (avec crosse) : 1, 12 kg (1,57 kg), 1,07 kg (1,52 kg)